# Capuanus (cràter)
Capuanus és un cràter d'impacte de la Lluna que es troba al llarg de la vora sud del Palus Epidemiarum. La vora exterior està erosionada i presenta esquerdes produïdes per impactes de cràters menors, amb osques al nord, oest i sud de la vora. Al sòl interior ha ressorgit la lava basàltica, connectada amb la mar lunar circumdant a través d'un buit estret, format en el seu costat nord. El fons és particularment notable per allotjar una sèrie de cúpules, que es creu que es van formar a través de l'activitat volcànica.

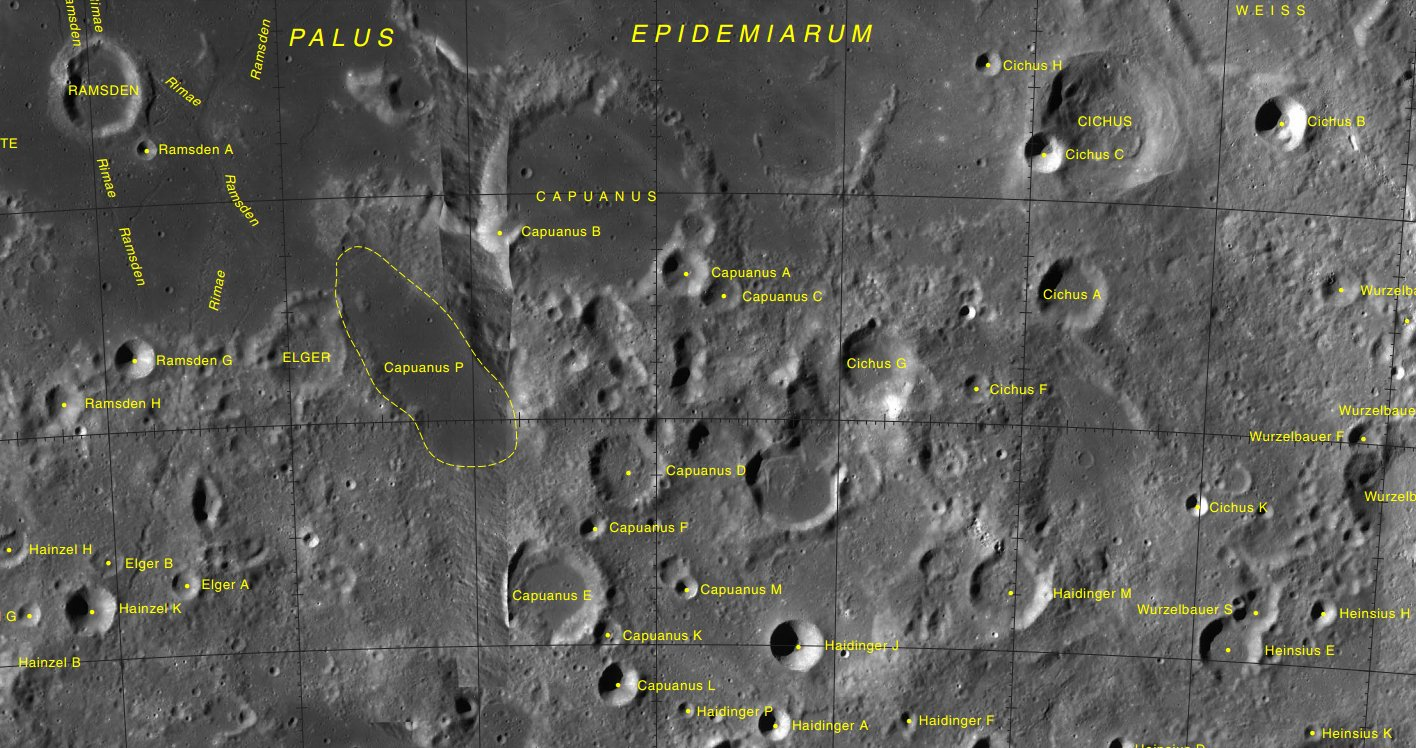
Localització de Capuanus (centre esquerra de la imatge)
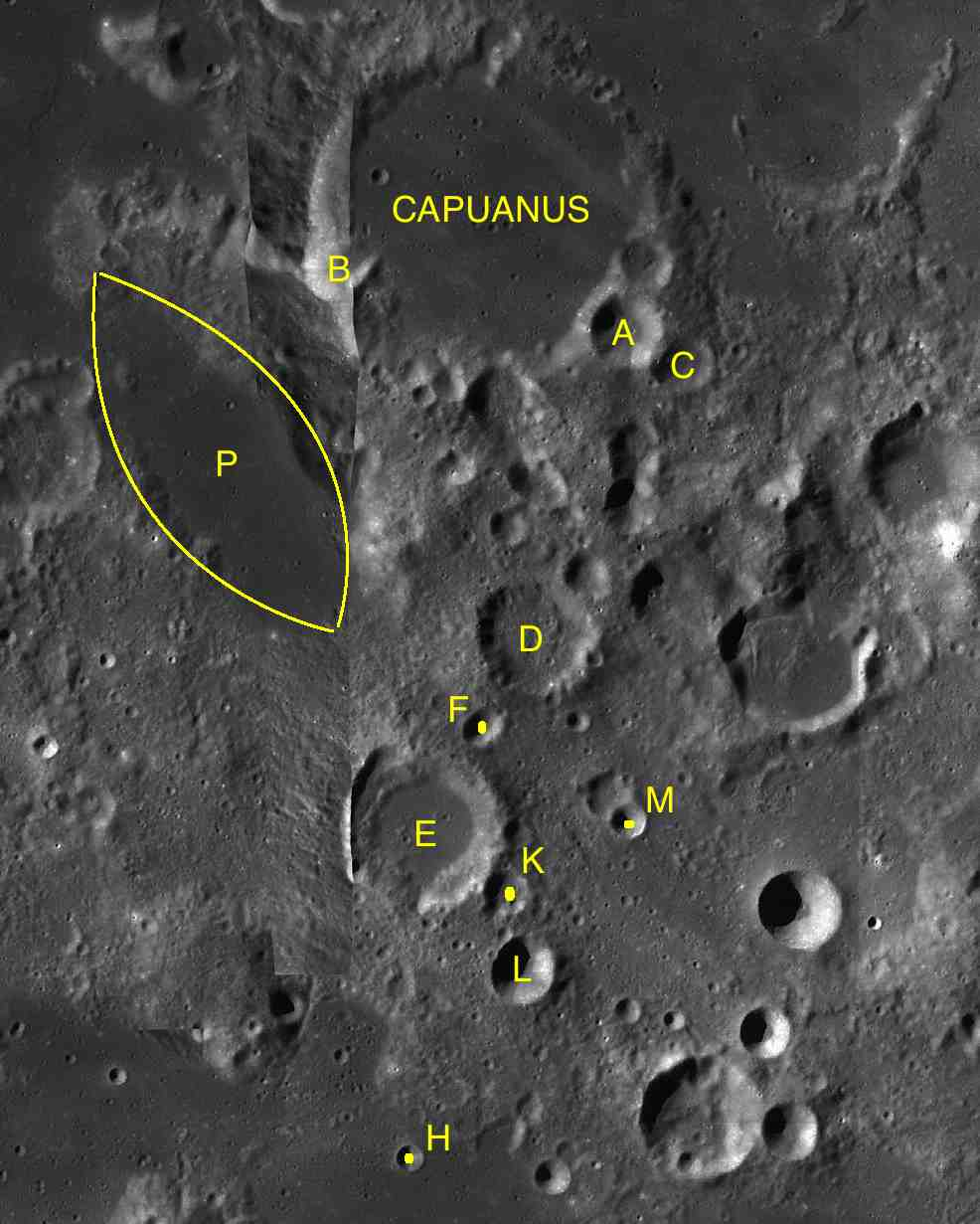
Cràters satèl·lit

La vora assoleix la seva altitud màxima al llarg de la cara oest, on es combina amb altres vores al llarg de la vora de la mar lunar. Al nord-est la vora es submergeix, quedant molt a prop de la superfície, i amb prou feines forma una vora corbada sobre el terreny. La vora sud-est està envaïda per un parell de cràters.
Al nord de Capuanus apareix l'extrem occidental de l'àmplia Rima Hesiodus, que s'estén cap a l'est-nord-est. A l'oest-nord-oest es troba el cràter Ramsden, i entre Capuanus i Ramsden es troba un sistema de fissures que es creuen, denominada Rimae Ramsden.

## Cràters satèl·lit
Per convenció aquests elements són identificats en els mapes lunars posant la lletra en el costat del punt central del cràter que està més proper a Capuanus.
| Capuanus | Coordenades                          | Diàmetre |
| -------- | ------------------------------------ | -------- |
| A        | 34° 42′ S, 25° 36′ O / 34.7°S,25.6°O | 13 km    |
| B        | 34° 18′ S, 27° 42′ O / 34.3°S,27.7°O | 11 km    |
| C        | 34° 54′ S, 25° 18′ O / 34.9°S,25.3°O | 10 km    |
| D        | 36° 24′ S, 26° 12′ O / 36.4°S,26.2°O | 22 km    |
| E        | 37° 30′ S, 27° 06′ O / 37.5°S,27.1°O | 29 km    |
| F        | 36° 54′ S, 26° 36′ O / 36.9°S,26.6°O | 8 km     |
| H        | 39° 24′ S, 27° 12′ O / 39.4°S,27.2°O | 4 km     |
| K        | 37° 54′ S, 26° 30′ O / 37.9°S,26.5°O | 9 km     |
| L        | 38° 18′ S, 26° 18′ O / 38.3°S,26.3°O | 11 km    |
| M        | 37° 30′ S, 25° 36′ O / 37.5°S,25.6°O | 7 km     |
| P        | 35° 18′ S, 28° 18′ O / 35.3°S,28.3°O | 78 km    |